# NGC 951
NGC 951 je galaksija u zviježđu Kit.

## Vanjske poveznice
- SEDS: NGC 951